# 扬子津街道
扬子津街道，是中华人民共和国江苏省扬州市邗江区下辖的一个乡镇级行政单位。

## 行政区划
扬子津街道下辖以下地区：
裴庄社区、新华社区、新河湾社区、长鑫社区、二桥社区、绿园社区、吕桥社区、阳光社区、桃园社区和顺达社区。